# Ea Tul
Ea Tul là một xã thuộc tỉnh Đắk Lắk, Việt Nam.
Xã Ea Tul có diện tích 54,37 km², dân số năm 1999 là 8526 người, mật độ dân số đạt 157 người/km².